# ESPN NHL Hockey
ESPN NHL Hockey est un jeu vidéo de hockey sur glace développé par Kush Games et édité par Sega. Le jeu sort en 2003 sur Xbox et PlayStation 2.

## Accueil
- Jeuxvideo.com : 16/20[1]